# Edward Paluch
Edward Paluch (ur. 15 września 1937 w Buczkowicach, zm. 12 stycznia 2005 w Krakowie) – polski trener narciarstwa alpejskiego i snowboardu.
Studiował na Akademii Wychowania Fizycznego w Krakowie. Był trenerem klasy mistrzowskiej narciarstwa zjazdowego, prowadził kadrę narodową polskich alpejek w latach 80. m.in. odnoszące sukcesy międzynarodowe siostry-bliźniaczki Tlałkówny (Dorotę i Małgorzatę). W 2000 został szefem wyszkolenia Polskiego Związku Snowboardowego.
Zmarł nagle, w drodze na mistrzostwa świata w snowboardzie rozgrywane w Kanadzie.